# Park Narodowy Tilimsan
Park Narodowy Tilimsan (arab. الحديقة الوطنية تلمسان, fr. Parc National de Tlemcen) – park narodowy w prowincji Tilimsan w północno-zachodniej Algierii.

## Opis
Utworzony w 1993 roku park leży w prowincji Tilimsan w północno-zachodniej Algierii. 
Habitat: 141 gatunków fauny kręgowej, w tym 100 gatunków ptaków (z czego 38 chronionych), 16 gatunków ssaków (8 chronionych), 18 gadów i 7 płazów. Występują tu m.in. dęby: skalny, Quercus mirbeckii; pistacja kleista i terpentynowa; karłatka niska; kalina wawrzynowata; chruścina jagodna; głóg, czystek Cistus ladaniferus i traganek. Spotkać tu można zagrożone wyginięciem gatunki, m.in. orła przedniego i jeżozwierza. 
Na terenie parku znajdują się jaskinie Bani Add, lasy dębowe Hafir i Zarifat (dąb korkowy i bezszypułkowy) oraz wodospad Al-Aurit.  
Ponadto w granicach parku znajduje się wiele stanowisk archeologicznych, ruiny XIII-wiecznego miasta Al-Mansura (pozostałości muru miejskiego i minaretu) oraz budowle średniowieczne, m.in. meczet Sidi Bu Madjana (ok. 739), meczet Sidi Ishaka at-Tajjara (XIII wiek) oraz odrestaurowane mauzoleum Lali Sittiego.